# Sarah Karnbach
Sarah Karnbach (* 11. Januar 1988 in Berlin) ist eine ehemalige deutsche Fußballspielerin, die ausschließlich für den 1. FC Saarbrücken aktiv gewesen ist.

## Karriere
Die 171 cm große Mittelfeldspielerin Karnbach, die ihre Premierensaison im Seniorinnenbereich für den 1. FC Saarbrücken mit 20 Punktspielen in der Bundesliga 2007/08 bestritt, – ihr Debüt gab sie am 19. August (1. Spieltag) beim 1:1-Remis im Auswärtsspiel gegen den SC Freiburg – stieg aufgrund Platz elf mit ihrer Mannschaft in die 2. Bundesliga Süd ab. Als Meister aus dieser hervorgegangen, kehrte sie umgehend in die höchste Spielklasse im deutschen Frauenfußball zurück und hielt die Klasse mit Platz neun. In der Folgesaison belegte ihre Mannschaft erneut Platz elf, mit dem der neuerliche Abstieg in die 2. Bundesliga Süd besiegelt war. In dieser spielte sie bis Saisonende 2013/14. Für ihren Verein bestritt sie 45 Erstliga- und – von 2012 bis 2014 – sechs Zweitligaspiele. Während ihrer Vereinszugehörigkeit kam sie ferner in Spielen des Wettbewerbs um den DFB-Pokal zum Einsatz, wobei sie am 19. April 2008 der Mannschaft angehörte, die das Finale im Olympiastadion Berlin – als Vorspiel zum Männerfinale – vor 20.000 Zuschauern gegen den 1. FFC Frankfurt 20-jährig bestreiten durfte – diesem mit 1:5 jedoch deutlich unterlegen war. In diesem Wettbewerb kam sie anschließend in fünf weiteren Spielen zum Einsatz. Ferner bestritt sie drei Spiele in der Gruppe 3 des WM-Überbrückungsturniers 2007.

## Sonstiges
Von 2016 bis 2019 war sie Co-Trainerin des 1. FC Saarbrücken.